# Julio César Semín

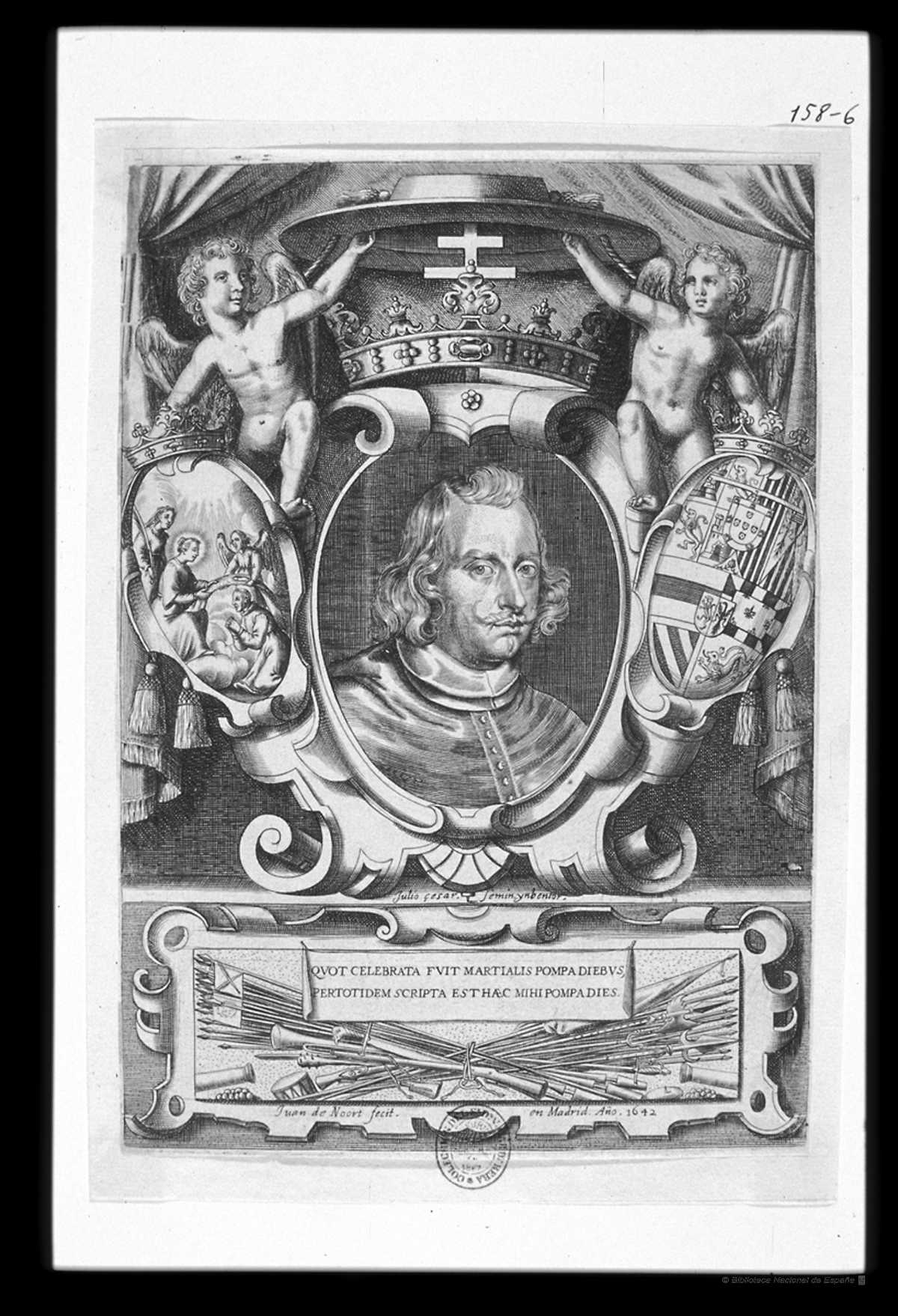
Retrato del cardenal infante Fernando de Austria, grabado de Juan de Noort sobre un dibujo de Julio César Semín para la obra de José González de Varela, Pyra religiosa, mausoleo sacro, pompas fúnebres... a las cenizas del Smo. Sr. Cardenal Infante D. Fernando de Austria, en Madrid, por Diego Díaz de la Carrera, 1642.

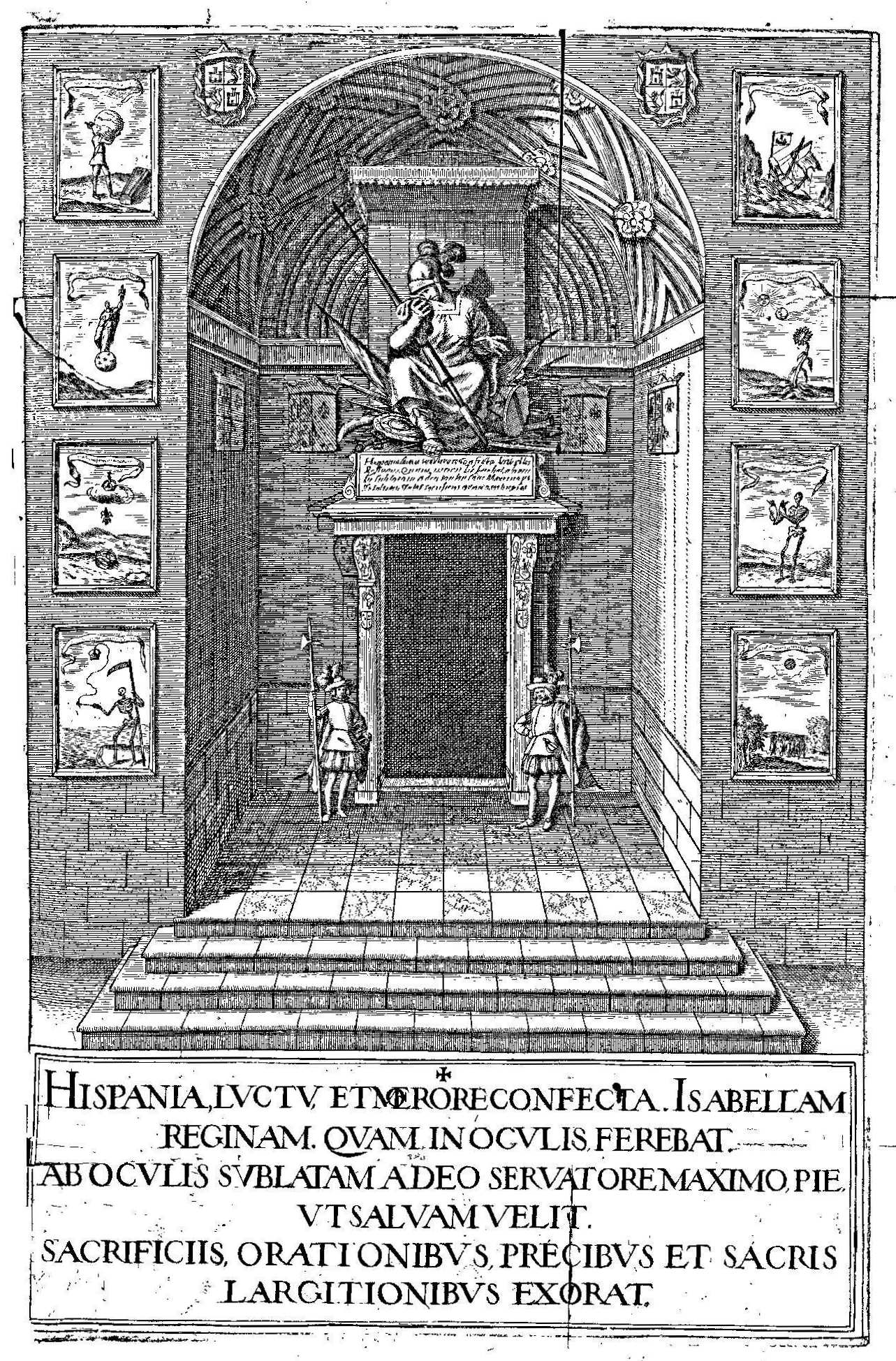
Ornato de la fachada de la iglesia de San Jerónimo el Real de Madrid para las honras fúnebres por la muerte de Isabel de Borbón, con la participación de Semín y Félix Castelo. Grabado anónimo publicado en la relación Pompa Fvneral Honras y Exequias en la muerte de la muy alta y Católica Señora Doña Isabel de Borbon..., Madrid, 1645. Biblioteca Nacional de España.

Julio César Semín (Génova, 1584-Madrid, 1657), pintor, descendiente de una familia de artistas genoveses, desarrolló toda su carrera en España a donde habría llegado antes de cumplir los veinte años.

## Biografía
Por un primer testamento fechado en Madrid el 25 de febrero de 1628, en el que se declaraba natural de Génova y avecindado en Madrid, consta que era hijo del pintor Alejandro Semín y de Paula Semina y que en el momento de firmar el testamento estaba casado, «abra como siete años poco más o menos», con Águeda de Herrera. Padre e hijo debieron de llegar a España en los últimos años del siglo xvi o primeros del siglo xvii y se les documenta juntos en una cuenta de pago fechada en 1607 por lo que «montare» pintar al fresco y dorar la bóveda de la antecámara del rey del palacio de El Pardo. Fallecido el padre a mediados de ese mismo año, en la tasación de la obra terminada, realizada en agosto de 1612, ya solo se citaba al hijo, precisándose que la historia del medio de la bóveda con la fábula de Psique y Cupido había sido pintada por Miguel Ángel [Leoni]. También en el testamento citado declaraba haber hecho en el Pardo «ciertas obras que dejó començadas Alejandro Semín, mi padre, las quales acabé yo y dellas y de la tassa primera [...] ay pleito pendiente», pleito que seguía conjuntamente con Vicente Carducho y Patricio Cajés, pintores del rey, con los que había contratado en 1607 las pinturas del Real Sitio tras el incendio sufrido por el edificio en 1604. Entre los trabajos que con ese destino se le encargaron, favorecidos por el impulso que recibió la decoración del palacio durante el reinado de Felipe III, figura la realización junto a Francisco Granello de copias de pinturas del Bosco y Brueghel el Viejo.
Bien documentado por los trabajos de todo tipo que realizó para el rey, Jonathan Brown lo pone como ejemplo del tipo de «tareas indignas de un artista» que podían ser encomendadas a un pintor menor al servicio de la corte. La pintura de unas galerías de palacio imitando piedra o el dorado de una balaustrada entre ellas. En agosto de 1625 cobró 299 reales por dorar «un marco de madera para el retrato que hizo Diego Velázquez pintor de su Magestad», para el que se le dieron 1264 panes de oro, y entre marzo y abril de 1626 recibió nuevos pagos por «dar de negro y dorar a toda costa un marco grande de madera donde en un lienço está pintado el rey nuestro señor a caballo de estatura más que el natural para el salón nuebo». En otro orden de cosas, hay constancia documental de que hizo un dibujo de la planta y perfil del oratorio de la reina Isabel de Borbón en el Alcázar, en cuyo acondicionamiento se trabajó a lo largo de 1635 —encargándose de su decoración al temple Angelo Nardi— y pudiera ser suyo, si no es del propio Nardi, el dibujo de la sección longitudinal del oratorio conservado en la Biblioteca Nacional de España, signatura DIB/15/86/57. De igual modo consta que a finales de 1646 pintó una pequeña maqueta de madera de la Sala Ochavada del Alcázar proyectada por Juan Gómez de Mora dentro de las obras de remodelación del viejo palacio iniciadas un año antes con la participación de Velázquez en la decoración. Aun así, nunca obtuvo, aunque lo solicitó a la muerte de Bartolomé González en 1627, el nombramiento de pintor del rey.
De forma continuada trabajó en las decoraciones efímeras para fiestas y exequias organizadas por la corte o por la corporación municipal: en 1616 colaboró en la pintura del túmulo alzado en las Descalzas Reales con motivo de las exequias por María Ana de Baviera; en 1621, por encargo municipal, pintó cartones y letreros para la Casa de la Panadería y se encargó de limpiar y aderezar las pinturas de palacio para recibir a Felipe III tras su viaje a Portugal; el mismo año, con Cajés y Vicente Carducho, se encargó de los escudos y calaveras destinados a ornamentar el túmulo levantado en San Jerónimo el Real en las exequias por el propio monarca; en 1644, con Félix Castelo, pintó los jeroglíficos colocados a la puerta de la misma iglesia de San Jerónimo con motivo de las exequias celebradas a la muerte de Isabel de Borbón y las cuatro estaciones del año con los escudos y muertes doradas para el túmulo, trazado por Juan Gómez de Mora, de todo lo cual hay estampas en la relación Pompa Fvneral Honras y Exequias en la muerte de la muy alta y Católica Señora Doña Isabel de Borbon, Reyna de las Españas y del Nuevo Mundo que se celebraron en el... Convento de S. Geronimo de la villa de Madrid mandadas publicar por el conde de Castrillo, en Madrid, por Diego Díaz de la Carrera, 1645. En 1646 y también con Félix Catelo participó en la pintura del túmulo erigido con motivo de las honras fúnebres por el príncipe Baltasar Carlos, llegando con este tipo de trabajos al año 1648 en el que con un Simón López se encargó de la pintura y dorado del túmulo en honor de Ladislao IV de Polonia en las Descalzas Reales.
Otros encargos recibe de particulares. En el citado testamento de 1628 se decía acreedor de un Juan de Ribera, agente de negocios, para el que tenía hechas «ciertas obras de pintura» por valor de seiscientos reales, de los que aún se le debían trescientos sesenta, y del contador Diego de Herrera, para el que pintó un lienzo grande del Nacimiento de la Virgen con su marco de oro y las armas del comitente para la desaparecida iglesia de Santa María la Mayor. También había pintado al temple y al óleo santos y otras cosas para varias monjas del convento de Santo Domingo el Real, que aún se le debían, y de Pedro Rodríguez del Corral, maestro de obras, había recibido cincuenta reales a cuenta de una Inmaculada Concepción y un San Pedro, el cual estaba solo en bosquejo.
Consecuencias de mayor trascendencia iba a tener otro encargo monjil: el 18 de julio de 1628 fue llamado a testificar ante el licenciado Diego Serrano de Silva en el complejo proceso inquisitorial por posesión diabólica abierto por la Inquisición contra buena parte de las monjas del convento de San Plácido, el prior del convento y confesor de las monjas, fray Francisco García Calderón, y otros, entre ellos Jerónimo de Villanueva, protonotario de Aragón y persona próxima al conde-duque de Olivares, que había asumido el patrocinio del convento a instancias de su fundadora, Teresa Valle de la Cerda, con la que había estado prometido. En su testificación, en la que declaraba ser de edad de cuarenta y cuatro años, católico y fiel cristiano, decía Semín haber recibido de fray Francisco de Barahona, siguiendo las instrucciones de Teresa Valle, unos papeles en cuartilla —adjuntos al proceso— en los que figuraban las instrucciones iconográficas para la pintura de los ángeles de la guarda de Jerónimo Villanueva, fray Francisco García, el abad de Sahagún fray Facundo de Torres, Teresa Valle y otros, según lo que habían dictado sus demonios a dos de las monjas inculpadas. El propio fray Francisco García había estado en alguna ocasión en su casa en la calle de la Magdalena mientras trabajaba, viéndole pintar. De los seis ángeles que se le habían encargado reconocía haber terminado y entregado dos: los ángeles del protonotario y el del abad de Sahagún, y los otros cuatro tenía solo en bosquejo pues si bien al principio «le daban priesa para que los acabara como no le daban dineros no lo ha hecho». Aunque Semín —llamado a ratificar su testificación en enero de 1645— saliese indemne del proceso, haber guardado en su casa su ángel, pintado según la calificación fiscal «en toda perfección de pincel», iba a ser utilizado contra Villanueva, al reabrirse su proceso tras la caída de Olivares, como «grande argumento de que tuvo noticia de todo esto, y creencia en ello».
Tras dictar un segundo testamento en el que hacía mención de numerosas obras de devoción que legaba a sus amigos, falleció en Madrid, en octubre de 1657.